# UBE1C
UBE1C‏ (Ubiquitin like modifier activating enzyme 3) هوَ بروتين يُشَفر بواسطة جين UBE1C في الإنسان.